# طيران السعودية الخاص
طيران السعودية الخاص (بالإنجليزية: Saudia Private Aviation)‏ شركة طيران خاص تابعة لمجموعة الخطوط السعودية القابضة، حيث تم تأسيسها سنة 2009. لدى الشركة أربع مراكز تشغيلية رئيسية في كل من جدة، الرياض، المدينة المنورة، الدمام.

## الخدمات الأرضية

### الخدمات الرئيسية
- توجيه الطائرات.
- تحميل المعدات وتفريغها.
- خدمات التنظيف الخفيفة، التنظيف العميق.
- سحب ونقل الطائرات، تنسيق التشغيل ودفع الطائرات.

### خدمات المساندة
- حجز الفنادق.
- خدمات غسيل المنسوجات وأدوات المائدة.
- تصاريح الهبوط وعبور الأجواء.
- التنسيق مع مركز الدفاع الجوي.

## الجوائز والشهادات
حصلت شركة طيران السعودية الخاص على ترخيص الهيئة العامة للطيران المدني السعودية (GACARS 151) كمُشغل خدمات أرضية، وهو ترخيص ينظم العمل في مجال الخدمات الأرضية عن طريق معايير خاصة يجب استيفاؤها من قبل الشركات التي تعمل في مجال الطيران بالمملكة العربية السعودية.

## الأسطول
يتكون أسطول الطائرات الخاص بشركة طيران السعودية الخاص من الطائرات التالية :
| أسطول شركة طيران السعودية الخاص |         |        |         |
| الطراز                          | المجموع | طلبيات | ملاحظات |
| بوينغ 787-9 دريملاينر           | ؟       | ؟      |         |
| بوينغ B777-268ER                | ؟       | ؟      |         |
| هوكر 400XP                      | ؟       | ؟      |         |
| ايرباص A-330                    | ؟       | ؟      |         |
| ايرباص A320                     | ؟       | ؟      |         |
| ايرباص A320                     | ؟       | ؟      |         |

## وصلات خارجية
- الموقع الرسمي لشركة طيران السعودية الخاص (بالعربية)